# Gonocerus juniperi
Gonocerus juniperi är en halvvingeart som först beskrevs av Gottlieb August Herrich-Schäffer 1839. Gonocerus juniperi ingår i släktet Gonocerus, och familjen bredkantskinnbaggar, Coreidae. Arten har anträffats en gång i Sverige, på Hasslö, Blekinge 2022,  då med flera exemplar i enar.

## Bildgalleri

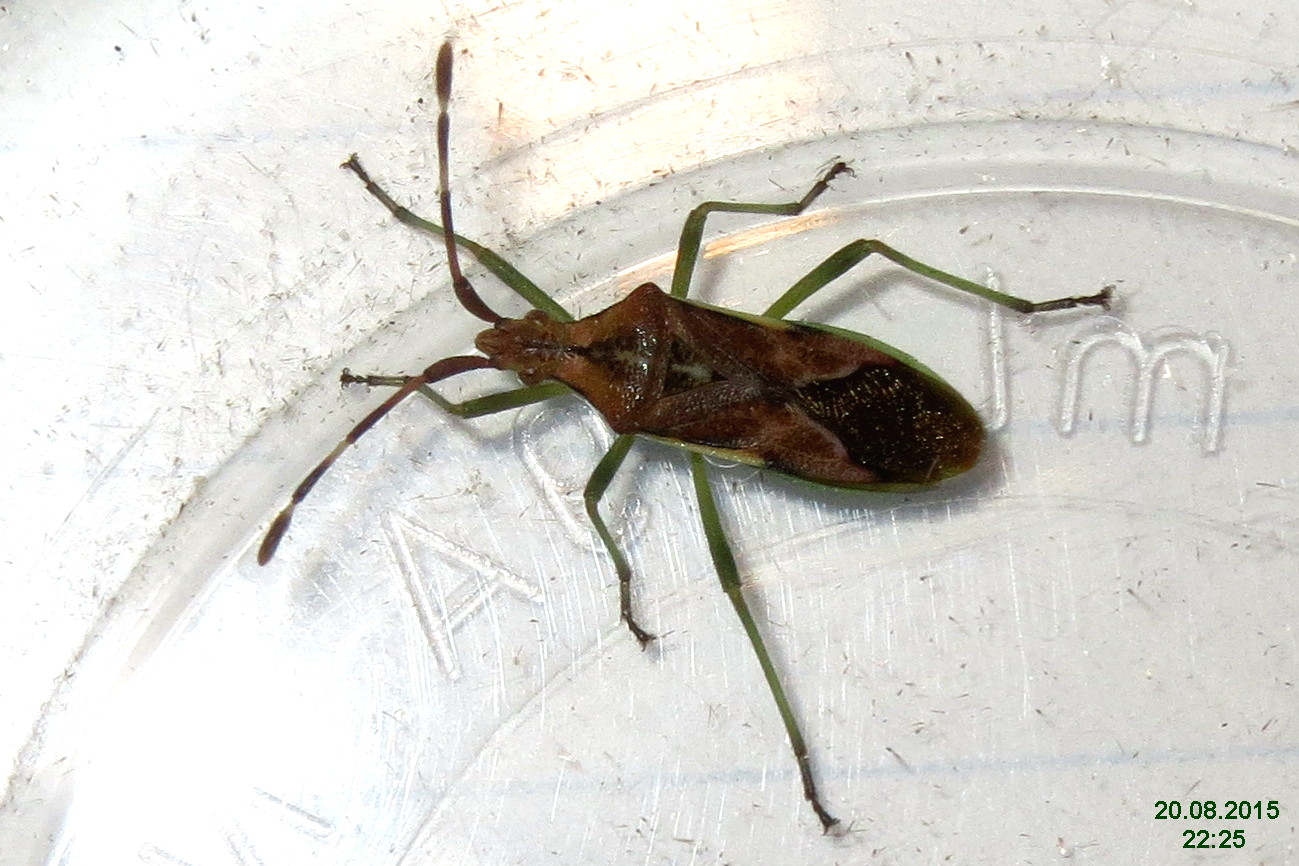
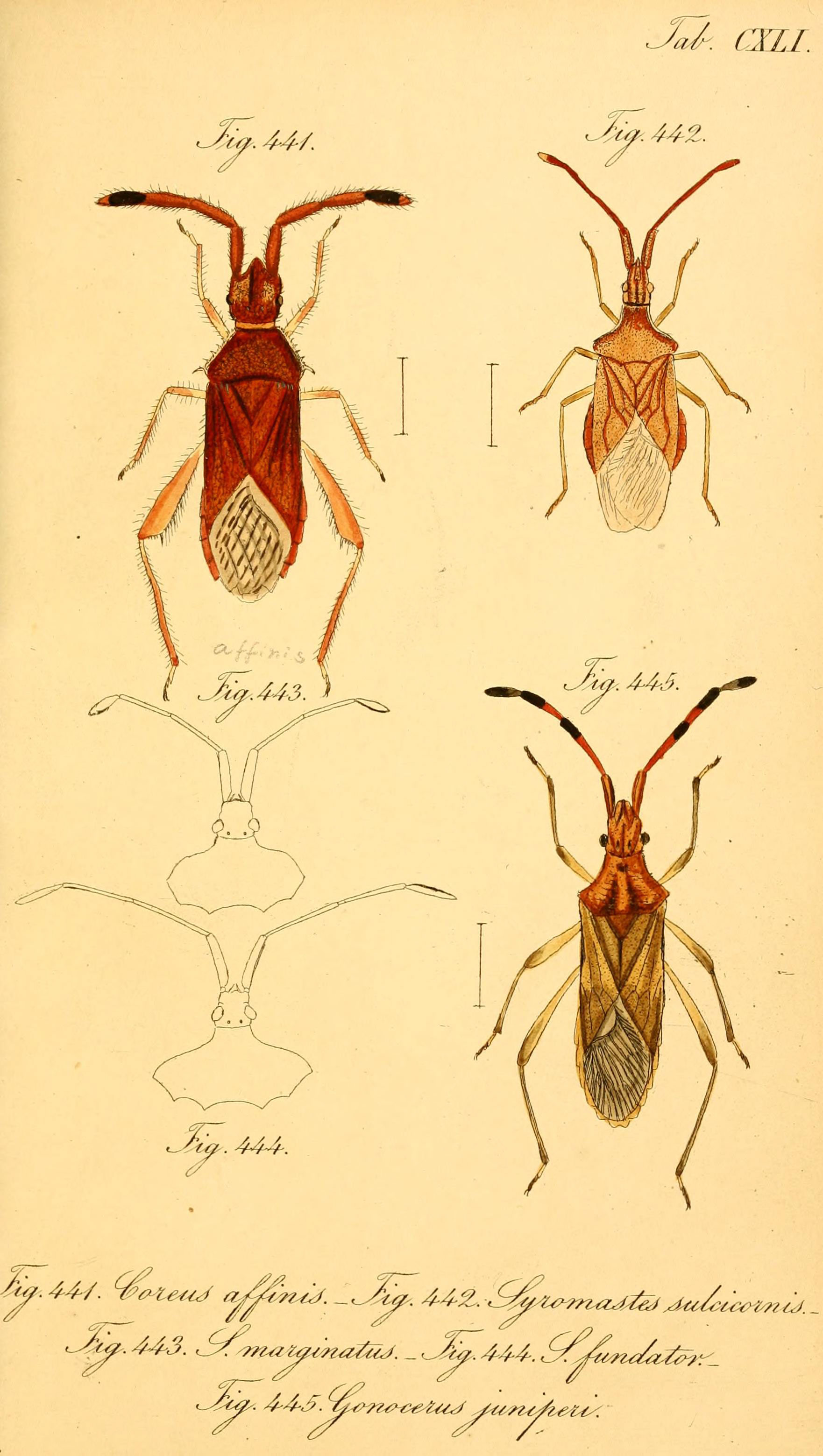